# Abisso (Dean Koontz)
Abisso è un romanzo horror del 1981, scritto da Dean Koontz sotto lo pseudonimo di Leigh Nichols. Il libro racconta di una madre che cerca di scoprire se suo figlio sia davvero morto un anno prima o se sia ancora vivo.
In Italia il romanzo è rimasto inedito per anni ed è stato pubblicato solamente il 17 marzo 2020 dalla TimeCrime, marchio del gruppo Fanucci Editore, in seguito al clamore suscitato dall'associazione del libro con il diffondersi nel mondo del virus SARS-CoV-2.

## Trama
Christina Evans manda il figlio Danny in campeggio in montagna; il bambino e tutti gli altri partecipanti al campeggio muoiono, senza che vi sia una spiegazione. Non appena inizia ad accettare la morte del figlio, la donna inizia a ricevere strani messaggi che le fanno sospettare che suo figlio sia ancora vivo. Insieme all'avvocato Elliot Stryker, Christina si mette alla ricerca della verità su quello che è realmente accaduto a Danny. Scoprirà che suo figlio è ancora vivo e che si trova in una struttura militare perché è stato scelto come cavia per un oscuro progetto governativo chiamato "Project Pandora" che punta a diffondere nel mondo un virus creato da uno scienziato cinese.

## Personaggi
- Christina Evans: la madre di Danny, ha divorziato per un breve periodo dal padre di Danny;
- Michael Evans: il padre di Danny;
- Elliot Stryker: un avvocato che lavorava per l'Army Intelligence e partner di Christina;
- Danny: figlio di Tina;
- Leticia María: farmacologa;
- Vincent: un assassino assunto dal Project Pandora;
- Alexander: capo del Project Pandora;
- Li Chen: scienziato cinese fuggito negli Stati Uniti portando con sé una copia del virus Wuhan-400.

## Adattamento
Secondo l'autore Dean Koontz nella postfazione di una ristampa tascabile del 2008, il produttore televisivo Lee Rich ha acquistato i diritti per il libro insieme a quelli di Il volto della paura, Darkfall e di un quarto romanzo senza nome per una serie televisiva basata sui lavori di Koontz. Abisso è stato assegnato ad Ann Powell e Rose Schacht, co-sceneggiatori di Agente speciale Kiki Camarena - Sfida ai narcos, ma non sono mai stati in grado di fornire una sceneggiatura accettabile. Alla fine, Il volto della paura è stato l'unico dei quattro libri ad essere adattato in un film televisivo.

## Associazione alla pandemia di coronavirus
Il romanzo è divenuto fonte di discussione in seguito alla pandemia di COVID-19 iniziata a Wuhan, Cina nel 2019. Il libro racconta che in tutto il mondo si sarebbe diffuso un virus chiamato "Wuhan-400", virus creato in un laboratorio dell'omonima città cinese per essere usato come arma biologica.
Anche se il virus del romanzo presenta alcune differenze rispetto alla malattia reale, sono nate intorno al romanzo alcune curiose teorie del complotto che parlano di esso come di un libro profetico.
Va anche segnalato che nella prima edizione del romanzo l'arma biologica era chiamata "Gorki-400" e che il nome del laboratorio del romanzo e del virus vennero modificati in quelli attuali nel 1989, quando l'Unione Sovietica era ormai prossima allo scioglimento.

## Edizioni

### Originali
- Leigh Nichols, The Eyes of Darkness, New York, Berkley Books, 1981.
- Dean Koontz, The Eyes of Darkness, Dark Harvest Books, 1989.

### Italiane
- Dean Koontz, Abisso, Time Crime, 2020.